# Burg Waldenfels (Wallenfels)
Die Burg Waldenfels, auch Wallenfels genannt, ist eine abgegangene Höhenburg auf dem 477 m ü. NHN hohen Schlossberg etwa 250 Meter nördlich der Kirche in Wallenfels im Landkreis Kronach in Bayern.
Vermutlich wurde die Burg zwischen 1213 und 1244 durch das Bistum Bamberg im Nordgau (Bayern) zum Schutz der Bambergischen Grundherrschaft erbaut und 1195 von Bischof Otto II. seinem Neffen, dem Herzog Berthold von Andechs-Meranien zu Lehen gegeben. Mit dem Ministerialen Eberhard de Waldenvels der 1248 eine Schenkung seines Lehensherrn, des Herzogs Otto II. von Meranien an das Kloster Banz bezeugte, wurde der Name „von Waldenfels“ erstmals urkundlich erwähnt. Die Burg war namensgebender Sitz der Waldenfelser.
In den Jahren 1384 bis 1386 fanden Aus- und Umbauten auf der Burg statt. Spätestens 1525 wurde die Burg im Zuge des Bauernkrieges zerstört.
Von der ehemaligen Burganlage sind noch der Halsgraben und ein beeindruckender Ringgraben um die Hauptburg erhalten.
In den Jahren 1922–1923 wurde auf dem Burggelände eine Kriegergedächtniskapelle errichtet.